# Henri Korn
Pour les articles homonymes, voir Korn (homonymie).
Henri Korn, né le 15 février 1934 dans le 14e arrondissement de Paris et mort dans le 13e arrondissement le 2 novembre 2023,,, est un médecin neurobiologiste français, professeur à l'Institut Pasteur et directeur de recherche à l'Inserm et membre du Conseil national consultatif pour la biosécurité et de l'Académie des sciences.

## Biographie
Henri Korn est électro-physiologiste, ancien élève du Pr John Carew Eccles, prix Nobel 1964 fondateur de la microphysiologie cellulaire du système nerveux, discipline qu’il a popularisée en France.
- 1959 : Internat des hôpitaux de Paris.
- 1961-1965 : Internat en neurologie et psychiatrie.
- 1965 : Docteur en médecine.
- 1967 : Docteur ès sciences.
- 1969-1971 : Research associate au Albert Einstein School of Medicine à New York.
- 1971-1979 : Maître de recherche à l'Inserm.
- 1979-2000 : Directeur de recherche à l'Inserm.
- 1988 : Directeur de recherche, classe exceptionnelle.
- 1990-2000 : Professeur à l'Institut Pasteur.
- 1983-2000 : Directeur du laboratoire de neurobiologie cellulaire de l'Inserm.
- 2003-2006 : Professeur adjoint à l'Institut de recherche Scripps (La Jolla-Californie).
- 1999- : Professeur adjoint au Albert Einstein College of Medicine à New York.

## Travaux scientifiques
Les travaux d’Henri Korn portent, dans le laboratoire de J.C. Eccles, sur les potentiels lents cérébelleux et sur les voies cortico ponto-cérébelleuses. Ils portent ensuite sur la transmission de l’influx nerveux par les synapses électriques de type « gap » où jonctions communicantes, dont il contribue à établir la réalité chez les Mammifères.
Une partie de son œuvre repose sur l’étude in vivo de la cellule de Mauthner et du réseau cérébrospinal associé. Cette cellule géante, qui existe sous la forme d’une paire identifiable chez les Amphibiens et chez les Téléostéens, déclenche la réaction de fuite de la contraction des muscles du côté opposé à un stimulus brusque et inattendu, ce qui en fait un modèle de « neurone de la décision ». Cette réaction doit être à la fois immédiate, imprévisible pour un prédateur et adaptée à l’environnement. Les propriétés de la cellule de Mauthner, de même que l’architecture des réseaux inhibiteurs le long du névraxe, assurent le caractère unilatéral du sursaut.
Telles sont ces propriétés de câble et l’inhibition par effets de champ qui induit sans délai un potentiel hyper-polarisant passif résultant de la canalisation inhabituelle des courants d’action des neurones voisins vers une zone de faible résistance intracellulaire ,,. La ségrégation ordonnée de ces afférences dans des territoires précis du soma et des dendrites sous la forme de microdomaines en facilitent l’intégration.
La libération de la glycine au niveau des synapses inhibitrices de la cellule de Mauthner est probabiliste et quantique,,. Les synapses afférentes présentent des propriétés de plasticité sous la forme d’une potentiation à long terme (LTP) inattendue, qu’elle soit électrique ou chimique inhibitrice,, celle-ci pouvant bloquer le comportement de fuite.
La coopérativité entre synapses voisines est assurée par la diffusion latérale de neuromédiateurs,. Décrite elle aussi pour la première fois, elle met en jeu des synapses latentes qui ne se manifestent que lors de la LTP. Les réponses inhibitrices sont sensibles au voltage qui agit comme un potentiomètre, l’inhibition devenant maximale sous l’effet de la dépolarisation.
Henri Korn contribue à montrer que l’activité du bruit synaptique  qui active en permanence les cellules du système nerveux central est un véritable signal qui reflète l’activité des réseaux afférents,. L’hypothèse de la saturation des quanta qui aurait mise en cause la validité de l’analyse quantique est infirmée par les résultats de modèles de Monte Carlo des synapses et par les enregistrements des quanta dans la cellule de Mauthner embryonnaire et adulte.
Une analogie entre le bruit synaptique et la température computationnelle des modèles thermodynamiques est proposée : la probabilité que la cellule de Mauthner émette un influx évolue selon une fonction sigmoïde dont la pente est proportionnelle au nombre de quanta constitutifs du bruit synaptique, ce qui assure un large degré de liberté à la relation entrée- sortie du neurone.
L’analyse du bruit synaptique de la cellule de Mauthner est effectuée à l’aide des outils mathématiques de l’analyse non linéaire modifiés pour pallier les difficultés qui en limitent l’usage en biologie. Ils permettent d’effectuer des mesures de déterminisme à partir d’invariants telle que l’entropie de Kolmogorov Sinaï pour le calcul de laquelle a été  décrite une nouvelle méthode. Le bruit synaptique est un ensemble dynamique complexe qui associe des structures périodiques et des structures dont les propriétés sont compatibles avec la présence d’un chaos déterministe induit par l’activation d’interneurones synchronisés sous la forme de plusieurs oscillateurs présynaptiques,,.

### La controverse Henri Korn
En 2007, Jacques Ninio publie un article dans « Journal of Neurophysiology » qui révèle de graves anomalies méthodologiques. Ces anomalies font écho aux allégations de Luca Turin, un chercheur CNRS travaillant dans le laboratoire dirigé par Henri Korn à l'Institut Pasteur. Turin et sa collègue Nicole Ropert signalent à leurs supérieurs qu'ils pensent que certaines des recherches de Korn sur les neurotransmetteurs sont basées sur des résultats fabriqués. Luca Turin demande officiellement au CNRS d'enquêter sur ces allégations. Il est alors prié de trouver un emploi hors de France et N. Ropert est également priée de partir .  Les analyses statistiques réalisées par J. Ninio sont en partie réfutées par H. Korn dans une réponse publiée dans Journal of Neurophysiology . Un commentaire de cette controverse est publié dans la prestigieuse revue Nature  qui conclut en citant Paul Adams, neurobiologiste à l'université Stony Brook : « cette réponse [de H.Korn] est peu convaincante, bien qu'astucieuse », la dernière phrase étant « La mentalité du « mouton » est bien vivante, même dans les sommets des neurosciences ».
Henri Korn participe à des recherches sur :
- la biologie moléculaire du récepteur glycine en isolant, à partir d’une banque d’ADN de poisson zébré érachidanio rério, deux isoformes α1 et β1 dont la composition présente une forte homologie avec les récepteurs humains. Ces isoformes sont activés par la glycine et, à un moindre degré, par la taurine et le GABA[35],[36], suggérant que ce poisson  est un matériel de choix pour l’étude des mutations à l’origine d’affections telles que les hypertonies néonatales ou la maladie du sursaut.
- les conductances ioniques des lymphocytes B : celle des canaux KC et KV sensibles à la 5HT qui sont analogues à celle des neurones et dont l’inactivation bloque le développement du cycle au stade G1 du cycle cellulaire[37], ou encore celle d’un flux calcique visualisée par imagerie avec accroissement de Ca à travers la membrane plasmique que contrôlent les récepteurs FC des immunoglobulines, dont on constate l’absence chez les enfants atteints d’immunodéficiences primaires[38].
- un protocole d’analyse symbolique des comportements moteurs[39]. Afin d’être quantifiées, les trajectoires, qui sont des phénomènes intégrés, peuvent être décomposées en séries d'unités discrètes définies à partir de variables continues comme la vitesse ou la position. Le mouvement est alors décrit en utilisant deux systèmes distincts. Le premier est décrit par les probabilités de transitions entre ces unités, le second par leurs durées. Celles-ci présentent souvent des distributions en lois de puissance qui reflètent des principes d'auto-organisation conférant au comportement des avantages énergétiques et d’exploration de l’environnement.

## Publications

### Ouvrages
- Neurobiology of the Mauthner Cell, avec Donald S. Faber, Raven Press, New York, 1978, 298 p.
- Central synapses: quantal mechanisms and plasticity, avec Donald S. Faber, S. Redman et S.M. Thompson, Ed. Workshop IV HFSP, 1998, 293 p.
- Neurosciences et maladies du système nerveux, coordonné par Henri Korn, Rapport sur la science et la technologie numéro 16, Tech & Doc, 2003, 329 p.
- Les Menaces biologiques. Biosécurité et responsabilité des scientifiques, avec Patrick Berche et Patrice Binder, préface de Jean-François Bach, Presses Universitaires de France, 2008, 130 p.[40].
- Terres promises de notre temps, Éditions Odile Jacob, 2016, 302 p.[41].

### Publications scientifiques
- Contribution à l'étude des athétoses : revue des faits cliniques, électromyographiques et anatomopathologiques : Considérations sur les rapports de l'athétose et des dystonies, 1965.
- Organisation des projections somatiques et végétatives sur le cortex orbitaire et contrôle cortical des réflexes viscéromoteurs chez le chat, Paris, 1967.
- Distribution of glycine receptors at central synapses: an immunoelectron microscopy study, avec Antoine Triller, Françoise Cluzeaud, Franz Pfeiffer et H.J. Betz, Cell Biology, 1985.
- H. C-AMP-modulated K+ channels in murine B cells and their precursors, avec Daniel Choquet, Pierre-André Cazenave, P. Sarthou et D. Primi, Science, 1987.
- Convergence of morphological, physiological and immunocytochemical techniques for the study of single Mauthner cells, avec Donald S. Faber, Antoine Triller, Anders Björklund et Tomas Hökfelt (en), Handbook of Chemical Neuroanatomy Volume 8, F.G. Wouterlood and A.N. van den Pol Editions, 1990.
- Régulation de l'expression et fonctions des conductances potassium et calcium des lymphocytes au cours du cycle cellulaire, avec Michel Partiseti et Daniel Choquet, Grenoble, 1994.
- H.A. nonrandom dynamic component in the synaptic noise of a central neuron, avec Philippe Faure, Proceedings of the National Academy of Sciences, USA, 1997.
- Calcium mobilization elicited by two types of nicotinic acetylcholine receptors in mouse substantia nigra pars compacta, avec Hiroshi Tsuneki, Ruby Klink, Clément Léna et Jean-Pierre Changeux, European Journal of Neuroscience (en), 2000.
- The Mauthner Cells Half a Century Later: A Neurobiological Model for Decision Making, avec Donald S. Faber, Neuron, 2005.

### Autres
- Titres et travaux scientifiques du docteur Henri Korn, 1978.
- Déterminisme et variabilité de la communication neuronale, Académie des sciences, 2002. [lire en ligne]
- Cerveau, chance et chaos, Université de tous les savoirs, Vanves, SFRS, 2002. [lire en ligne]
- Les armes chimiques et biologiques : guerre, terrorisme et défense, par Daniel Riche, préfaces d'Henri Korn et Ricardo Frailé, Paris, L'Archipel, 2010.
- Quelques mots sur le principe de précaution, Raison présente, 2012. [lire en ligne]
- Faut-il avoir peur de la biologie synthétique?, avec Philippe Marlière et Daniel Mansuy, Le Figaro, 2012. [lire en ligne]

## Responsabilités

### Responsabilités générales
- 1989-1993 : membre du cabinet du ministre de la Défense (Pierre Joxe) au titre  de conseiller scientifique.
- 1983-1991 : membre (1983 – 1986) puis Président élu (1987 – 1991) de la Section 25 du Comité National du CNRS (Biologie des Interactions Cellulaires)
- 1988-1989 : représentant de la France au Comité du G7 d’Organisation du projet international « Human Frontier Science Program » (à Tokyo) ; puis au Conseil Scientifique (Strasbourg), de 1991 à 1994.
- 1989-1993 : membre du Conseil Supérieur de la Recherche et de la Technologie.
- 1991-1997 : membre du Comité Exécutif de l’International Brain Research Organization (IBRO).
- 1998-2000 : membre de la Mission Scientifique de l’Inserm au titre de Directeur Scientifique pour les Neurosciences (Directeur Général Pr. Claude Griscelli).

### Responsabilités académiques
- 1992-1995 : participation à la mise en place, puis membre, du Comité « Science Défense et Stratégie » entre l’Académie des sciences et le Ministère de la Défense (Président Paul Germain). Prenant en compte en compte le risque des armes biologiques et chimiques, Henri Korn consacre ses activités à la prévention de leur dissémination et à la sécurité biologique. Il siège au Comité Scientifique de la défense, il préside les travaux du Comité science et défense de l’Académie des sciences et la rédaction du Rapport de ce Comité sur les dangers des armes biologiques et chimiques.
- À partir de 2005, il préside le Comité Scientifique et Biosécurité qui fait suite au Comité Science et Sécurité, à la suite de l’attaque terroriste des tours du 11 septembre 2001 à New-York et de l’épisode des lettres à l‘anthrax (au charbon). Auteur du rapport de l’Académie des sciences intitulé « Les menaces biologiques. Biosécurité et responsabilité des scientifiques », qui préconise en plus d’une vigilance accrue, une collaboration encore inédite dans nos traditions entre les scientifiques, l’État et les services de sécurité. Le Comité national consultatif pour la biosécurité (CNCB) est créé par décret du Premier ministre le 31 août 2015.

## Distinctions
- Prix Alexandre Joannidès de l’Académie des sciences (1985).
- Conseiller scientifique auprès du ministre de la Défense (1991-1993).
- Membre de l’Academia Europaea (1989)[42].
- Prix Richard Lounsbery de l’Académie des sciences et de la National Academy of sciences (1992).
- Membre de l'Académie des sciences (2001)
- Membre du Conseil national consultatif pour la biosécurité (Ministère de la défense)[43].
- Membre de la Société philomathique de Paris[44].

### Décoration
- Commandeur de la Légion d'honneur (2005)[45].